# 阿西夫·纳瓦兹
阿西夫·纳瓦兹將軍（1937年1月3日—1993年1月8日），全名阿西夫·纳瓦兹·詹朱阿（آصف نواز جنجوعہ）。是巴基斯坦陸軍的一名高级軍官，从1991年8月16日起担任第四任巴基斯坦陸軍參謀長。1993年初，他因心力衰竭突然去世。他的家人委托在美國对他的毛发进行了私人测试。检测结果显示砷含量很高。 後來，他的身体被挖掘出来，法国、英国和美国的医生进行了尸检。死因被确定为心臟病发作，这也可能是由于接触低水平或轻微的砷而引起的。時任巴基斯坦總理貝娜齊爾·布托认为納華將軍被自己的政治对手謀殺。
他的任期被认为稳定了巴基斯坦军方和文官政府的關係。他是在任上去世的四名参谋长之一，其他人分别是1975年的海军上将哈桑·哈菲兹·艾哈迈德、1988年的前巴基斯坦總統齊亞·哈克(也是當時的陸軍參謀長)和2002年的空军元帥穆沙夫·阿里·米尔。